# Руть
Руть (ранее также Рут, Рудь) — река в России, протекает по территории Московской и Калужской областей. Правый приток Протвы.
Длина реки составляет 36 км. Площадь водосборного бассейна — 280 км². Берёт начало севернее деревни Шимоново Можайского городского округа Московской области. Течёт на восток, небольшой участок реки находится в Калужской области. В среднем и нижнем течении по берегам реки произрастают еловые и смешанные леса. От села Егорье до устья русло реки проходимо для байдарок. Устье реки находится вблизи села Залучное Наро-Фоминского района на 154 км по правому берегу Протвы. Высота устья — 145,1 м над уровнем моря.
Основные притоки реки — Бычек (пр.), Вешка (лв.), Крапивинка (лв.).
По данным Государственного водного реестра России, относится к Окскому бассейновому округу. Речной бассейн — Ока, речной подбассейн — бассейны притоков Оки до впадения Мокши, водохозяйственный участок — Протва от истока до устья.